# Ebenus armitagei
Ebenus armitagei är en ärtväxtart som beskrevs av Georg August Schweinfurth och Paul Hermann Wilhelm Taubert. Ebenus armitagei ingår i släktet Ebenus och familjen ärtväxter. Inga underarter finns listade i Catalogue of Life.